# Brian P. Schmidt
Brian P. Schmidt (n. 24 februarie 1967, Missoula⁠(d), Montana, SUA) este un astrofizician american, laureat al Premiului Nobel pentru Fizică în anul 2011, împreună cu Adam G. Riess. Cei doi au împărțit o jumătate din premiu, cealaltă fiindu-i acordată lui Saul Perlmutter, toți trei fiind recompensați pentru descoperirea expansiunii accelerate a Universului prin observarea supernovelor îndepărtate.